# چارد، سامرست
latitudeچارد، سامرستlongitudeچارد، سامرست
چارد، سامرست (به انگلیسی: Chard, Somerset) یک منطقهٔ مسکونی در انگلستان است که در جنوب غربی انگلستان واقع شده‌است.

## خصوصیات
چارد ۱۳٬۰۷۴ نفر جمعیت دارد.